# Spelthorne
Spelthorne – dystrykt w hrabstwie Surrey w Anglii.

## Miasta
- Ashford
- Shepperton
- Staines
- Sunbury-on-Thames

## Inne miejscowości
Charlton, Laleham, Littleton, Lower Halliford, Stanwell, Stanwell Moor, Upper Halliford.

## Współpraca
- Melun, Francja